# Bad Liar (Selena Gomez)
Bad Liar is een nummer van de Amerikaanse zangeres Selena Gomez uit 2017.
In het nummer is de baslijn uit "Psycho Killer" van de Talking Heads gesampled. David Byrne, de zanger van de Talking Heads, reageerde enthousiast op de sample. "Bad Liar" werd in veel landen een bescheiden hit. In de Amerikaanse Billboard Hot 100 bereikte het de 20e positie. In Nederland bereikte het nummer de 6e positie in de Tipparade, en in de Vlaamse Ultratop 50 werd de 45e positie gehaald.